# Басовский сельский совет (Роменский район)
Басовский сельский совет (укр. Басівська сільська рада) — упразднённая административная единица в составе
Роменского района
Сумской области
Украины.
Административный центр сельского совета находился в
с. Басовка
.

## Населённые пункты совета
- с. Басовка
- с. Бессарабка
- с. Великая Бутовка
- с. Великие Будки
- с. Вощилиха
- с. Гаи
- с. Залуцкое
- с. Заречье
- с. Пшончино

## Ликвидированные населённые пункты совета
- с. Холодное